# 原邦雄 (実業家)
原 邦雄（はら くにお、1961年 - ）は、日本の実業家。現在は、個人の経験やスキルを可視化して協業を促進するプラットフォームを提供するBeatrustのCo-Founder & CEO。

## 経歴
- 1983年 - 慶應義塾大学卒業後、住友商事に入社[1]。
- 1989年 - コロンビア大学でMBA取得。その後ソフトバンクで事業開発に従事[1]。
- 1996年 - シリコンバレーに居を移し、米国シリコングラフィックス社にて勤務[1]ここから10年間はいわゆるネットバブル時代をシリコンバレーで過ごす[2]。
- 2000年 - スタートアップ向けビジネス開発のコンサルティング会社を現地で創業[1]。
- 2006年 - アフィリエイトマーケティングを日本でいち早く行うベンチャー企業を設立。最終的には日本のメディア企業に事業譲渡する。[2]
- 2009年 - 日本マイクロソフトに入社。広告営業とオンラインサービスの日本の責任者を任される[1]。
- 2012年 - グーグル日本法人に入社。執行役員 営業本部長として主に広告代理店営業を統括[1]。
- 2018年 - グーグル社にて各種組織横断的戦略プロジェクトをリードする[1]。
- 2020年 - 久米雅人と共にBeatrustを共同創業[1][2]。